# Ngòi A
Ngòi A là một xã thuộc huyện Văn Yên, tỉnh Yên Bái, Việt Nam.

## Địa lý
Xã Ngòi A nằm ở phía đông huyện Văn Yên, có vị trí địa lý:
- Phía đông giáp huyện Lục Yên và huyện Yên Bình
- Phía tây giáp thị trấn Mậu A và xã Mậu Đông
- Phía nam giáp xã Yên Thái
- Phía bắc giáp xã Mậu Đông.

Xã Ngòi A có diện tích 36,89 km², dân số năm 2019 là 4.114 người, mật độ dân số đạt 112 người/km².

## Lịch sử
Trước năm 1964, Đoàn Kết là một xã thuộc huyện Trấn Yên.
Ngày 16 tháng 12 năm 1964, Chính phủ ban hành Quyết định số 177-CP về việc thành lập huyện Văn Yên và điều chỉnh xã Đoàn Kết thuộc huyện Trấn Yên về huyện Văn Yên quản lý.
Ngày 3 tháng 4 năm 1965, Bộ Nội vụ ra Quyết định số 125, về việc đổi tên xã Đoàn Kết thành xã Ngòi A.